# 东武郡
东武郡，中国南北朝时设置的郡。
北魏魏孝庄帝永安二年（529年）设置东武郡，治所在东武县（今山东省诸城市），属胶州。辖境相当今山东省诸城市、青岛市黄岛区等地。领三县：姑幕县、扶其县、梁乡县。8617户，18757口。北齐改东武郡为高密郡。